# Virgin Voyages
Virgin Voyages è una compagnia di navigazione statunitense dedicata all'attività crocieristica nei Caraibi con sede a Plantation, Florida.
Nasce come una joint venture tra Virgin Group e Bain Capital.
Attualmente Virgin Voyages ha in ordine tre navi da crociera, con una capacità prevista di circa 2700 passeggeri ciascuna. La prima nave, Scarlet Lady, ha debuttato nel 2020, ed effettuerà crociere da quattro a sette giorni nei Caraibi.

## Storia
Virgin Group ha annunciato la fondazione di Virgin Cruises il 4 dicembre 2014 con il sostegno finanziario di Bain Capital.
Il 23 giugno 2015, Richard Branson, fondatore di Virgin Group, ha annunciato di aver firmato un accordo con Fincantieri per la costruzione di tre navi da crociera da consegnare nel 2020, 2021 e 2022. La compagnia di navigazione dovrebbe iniziare le operazioni nel 2020 dal porto di Miami.
Il 18 ottobre 2016, Virgin Cruises è stata rinominata Virgin Voyages.
Il 22 marzo 2017, Fincantieri inizia la costruzione della prima nave della compagnia.
Il 13 febbraio 2020 è stata consegnata da parte di Fincantieri a Genova, la prima unità della flotta Scarlet Lady.

## Gestione
Il Presidente e CEO di Virgin è Tom McAlpin, membro fondatore del team di lancio di Disney Cruise Line e in seguito suo presidente.

## Flotta

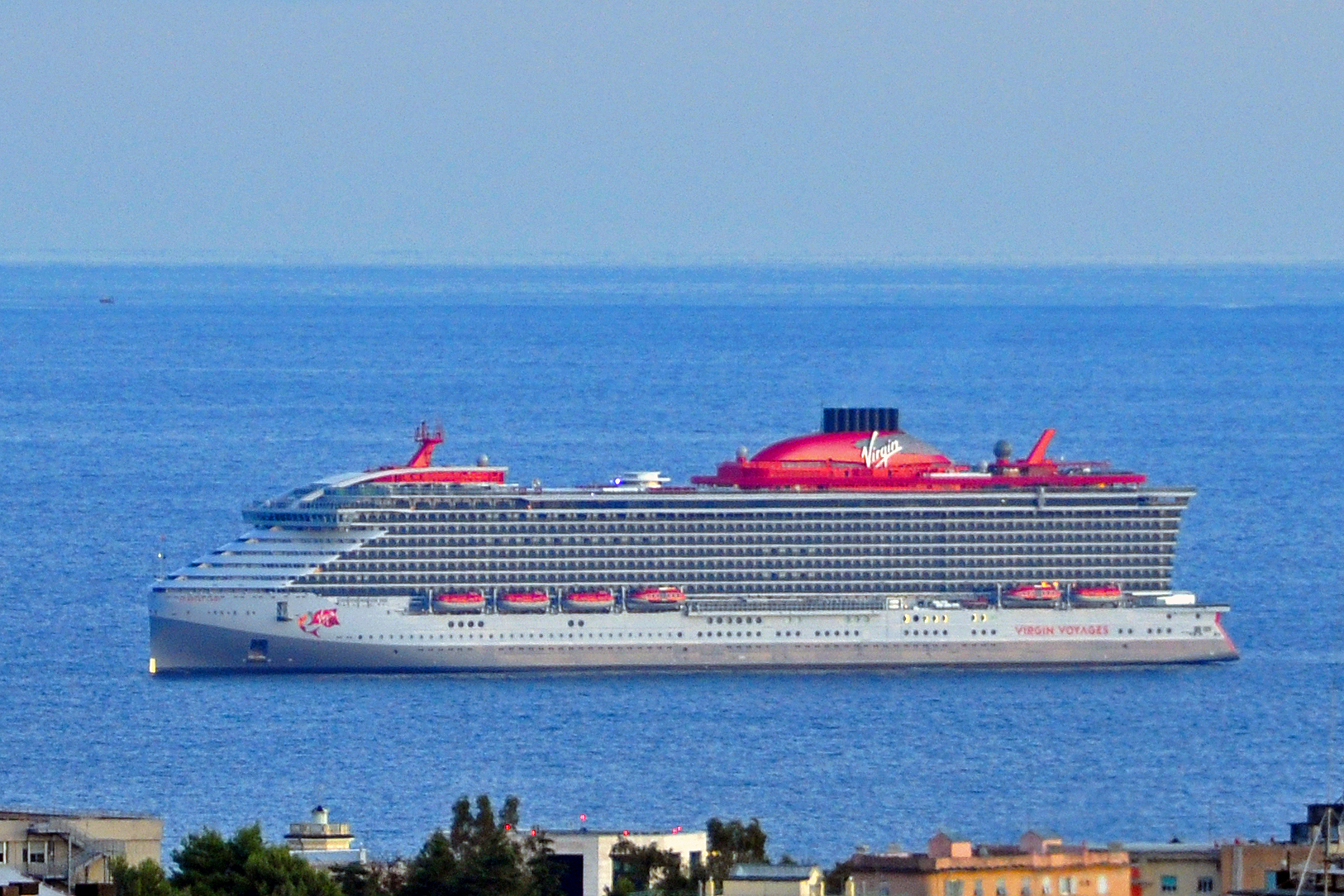
La Scarlet Lady in navigazione dal Porto di Genova.

La sua flotta, comprende 3 navi in servizio, ed è composta da:
| Nave           | Immagine | Classe         | Bandiera | Stazza (t.s.l.) | Lunghezza (m) | Ponti | Capienza massima | Anno        | Cantiere                                               |
| -------------- | -------- | -------------- | -------- | --------------- | ------------- | ----- | ---------------- | ----------- | ------------------------------------------------------ |
| Scarlet Lady   |          | Scarlet Lady   |          | 110 000         | 277           | 13    | 2 700            | 2020        | Fincantieri Cantiere navale di Sestri Ponente (Genova) |
| Valiant Lady   |          | Scarlet Lady   |          | 110 000         | 277           | 13    | 2 700            | 2021        | Fincantieri Cantiere navale di Sestri Ponente (Genova) |
| Resilient Lady |          | Resilient Lady |          | 110 000         | 277           | 13    | 2 700            | Maggio 2023 | Fincantieri Cantiere navale di Sestri Ponente (Genova) |
| Brilliant Lady |          | Scarlet Lady   |          | 110.000         | 278           | 13    | 2.700            | 2023        | Fincantieri Cantiere navale di Sestri Ponente (Genova) |

## Flotta futura
| Nome           | Consegna prevista | Classe       | Stato          | Luogo di costruzione | Costruttore                 | Stazza  | Capienza | Note |
| -------------- | ----------------- | ------------ | -------------- | -------------------- | --------------------------- | ------- | -------- | ---- |
| Brilliant Lady | 2023              | Scarlet Lady | in costruzione | Italia               | Fincantieri, Sestri Ponente | 110.000 | 2.700    |      |

Virgin Voyages ha commissionato tre navi da crociera, con una capacità prevista di circa 2700 passeggeri ciascuna. La prima nave ha debuttato il 13 febbraio 2020, ed effettuerà crociere di una settimana ai Caraibi.
Le navi saranno da 110 000 tonnellate e disporranno ciascuna di 1 150 membri dell'equipaggio e 1 430 cabine ospiti in grado di ospitare un totale di oltre 2 800 passeggeri.